# Koruška (vojvodstvo)
 Ovo je glavno značenje pojma Koruška (vojvodstvo). Za suvremenu saveznu državu pogledajte Koruška (austrijska savezna država).
Koruška (slov. Vojvodina Koroška; njem. Herzogtum Kärnten) ime je povijesnoga vojvodstva smještenog većim dijelom na području današnje južne Austrije, a manjim dijelom na području današnje sjeverne Slovenije. Od 976. do 1806. bilo je dijelom Svetog Rimskog Carstva, te krunska zemlja Habsburške Monarhije do njezina raspada 1918.

## Povijest
U 7. stoljeću na tom je području postojala Kneževina Karantanija, koja je od 788. do 843. bila pod vlašću Karla Velikog. Od 889. do 976. postoji Marka Karantanija.
Oton II., car Svetog Rimskog Carstva odijelio je 976. Karantaniju od Bavarskoga vojvodstva, a marka postaje vojvodstvo kojim od 1012. godine vlada plemićka obitelj Eppenstein. U razdoblju do 1122. dobar dio područja današnje Gornje Štajerske prešao je u vlast Otokara II. Štajerskog, a ostatak Karantanije/Koruške prešao je konačno u vlast dinastije Sponheim. Posljednji vojvoda iz te dinastije, Ulrik III., ostavio je Korušku u nasljedstvo Otokaru II., češkom kralju (1253. – 1278.).

### U vlasti Habsburgovaca
Nakon što je pobijedio Otakara i postao kralj Njemačke, Rudolf I. Habsburški dao je Korušku Meinhardu II. od Gorice i Tirola. Po izumiranju njegove dinastije, 1335., car Ludvig IV. Bavarac daje Korušku i južni dio Tirola Habsburgovcima. Koruška je još dugo ostala poluautonomno područje s vlastitim državnim ustrojem. Habsburgovci su dvaput podijelili teritorije među članovima svoje obitelji. 1379. ugovorom iz Neuberga, te 1546. U oba slučaja Koruška je, zajedno sa Štajerskom i Kranjskom činila Unutarnju Austriju. Nad tim većim područjem postojala je zajednička vlast, a vladalo se obično iz Graza.
1804. Koruška je uključena u Austrijsko Carstvo, a 1867. postala je krunska zemlja unutar austrijskog dijela Austro-Ugarske.
Kroz cijelo ovo razdoblje njemački se jezik širio na račun slovenskoga.

### 20. stoljeće
Po završetku Prvog svjetskog rata i raspadu Austro-Ugarske, 10. listopada 1920. održan je Koruški plebiscit kojim je trebalo odlučiti sudbinu ove pokrajine. Prema rezultatima plebiscita ona je podijeljena tako da je njezin veći dio pripao Austriji, a manji dio Kraljevini SHS, što je naslijedila današnja Slovenija.
Austrijski dio Koruške danas je savezna zemlja Koruška (Kärnten), dok je slovenski dio neformalna pokrajina Koruška (Koroška). Manji dio Koruške pripao je 1918. Italiji.